# 索洛納河 (巴扎夫盧克河支流)
索洛納河（烏克蘭語：Солона），是烏克蘭中部的河流，屬於巴扎夫盧克河的左支流。該河流經第聶伯羅彼得羅夫斯克州的第聶伯羅區和尼科波爾區，河道全長56公里，流域面積684平方公里。